# 本特·永奎斯特
本特·永奎斯特（瑞典語：Bengt Ljungquist，1912年9月20日—1979年7月15日），瑞典男子马术、击剑运动员。他曾代表瑞典参加1936年、1948年、1952年、1956年和1964年夏季奥林匹克运动会，共获得一枚银牌和一枚铜牌。